# أرتور توريس
أرتور توريس (بالإنجليزية: Arturo Torres)‏ (11 ديسمبر 1980 في الولايات المتحدة - ) هو لاعب كرة قدم أمريكي في مركز الدفاع. لعب مع لوس أنجلوس غلاكسي ونادي شيفاز يو إس أي وBakersfield Brigade ‏.

## وصلات خارجية
- أرتور توريس على موقع الدوري الأمريكي (الإنجليزية)
- أرتور توريس على موقع قاعدة بيانات كرة القدم.إي يو (الإنجليزية)